# García Hernández Coronel
García Hernández Coronel, o bien García Hernández Siñero (c.1555-c.1615) fue uno de los vecinos fundadores de la ciudad de Buenos Aires, quien estuvo junto a Juan de Garay formando parte de los primeros pobladores. Sirvió como regidor y alférez en el cabildo.

## Biografía
Se desconocen los nombres de sus padres, pero tuvo un hermano llamado Juan García Tamorejo, casado con Francisca de Espinosa.
Don García Hernández Coronel contaba con gran cantidad de vacas y bueyes. Así, el 9 de abril de 1589 se presentó trayendo varias vacas ante los cabildantes, las cuales fueron rematadas en un valor de setenta y seis hanegas (fanegas) de trigo.
En la reunión del 24 de junio de 1589, siendo escribano Antón García Caro, se decidió la elección de nuevos funcionarios para el cabildo. De esta manera, García Hernández Coronel fue elegido regidor y alférez. Fue así como él, junto con los demás, prestó juramento solemne: “…los quales sobre la señal de la cruz en que pusieron sus manos derechas, que harán bien y solemnemente sus oficios de alcaldes y regidores en aquello que Dios les diere a entender… dixeron si juro y amen y lo firmaron de sus nombres…”
Origen de la raza caballar en el río de La Plata: El 16 de octubre de 1589 los cabildantes, entre los cuales se hallaba el regidor don García, resuelven que se reconocerán como propietarios de las yeguas y caballos salvajes a los hijos de los conquistadores que vinieron con don Pedro de Mendoza: “…los conquistadores vinieron a estas Provinçias en el armada de Don Pedro de Mendoza… y cinco años estuvieron poblados en este asiento de Buenos Ayres… y cuando se despobló y subieron a la ciudad de la Asunçion dexaron aquí ciertas yeguas y cavallos de las que trajeron de España, de las quales han producido mucha cantidad de caballos y yeguas… les perteneçe a los dichos hijos de los primeros conquistadores ser suyos y gozar destos dichos caballos cimarrones como a gente que de sus padres lo heredaron…”
El 30 de julio de 1590 don Hernández Coronel fue encerrado en la cárcel al no haber aceptado el oficio de tasador de daños hechos por los animales: “…nombraron por tasadores para que tasen los daños que hiziere en las chacaras desta ciudad el ganado della, a Françisco Muñoz Regidor y a García Hernández, vecinos desta ciudad… y García Hernández no quiso açetar el dicho cargo, y Sus Merçedes le mandaron llevar a la carçel”.
El 14 de mayo de 1594, Hernández Coronel recibió un título y merced de tierras del Gobernador don Fernando de Zárate. Se trataba de un título de estancias, solares y cuadras lindantes al río de las Conchas, hacia el río Luján, en el río Areco, en el Riachuelo y en el río Arrecifes.
En octubre de 1602 se realizó el “Censo de hombres armados, a caballo y a pie”, siendo Teniente de Gobernador el capitán Francisco de Salas. Todos los hombres debieron presentarse en la plaza el martes 8 de octubre a las 8 de la mañana “a caballo, puestos a punto de guerra”. En este censo se registraron 43 hombres y 12 infantes, los cuales integraban la defensa del miserable poblado que era Buenos Aires en ese entonces contra el ataque de los querandíes, cuando la población total de españoles no superaba los 500 habitantes. Hernández Coronel quedó registrado como uno de los vecinos armados, quien montaba a caballo, y llevaba escudo, arcabuz y celada. 
El primero de enero de 1605, siendo escribano don Francisco Pérez de Burgos, fueron elegidos los nuevos alcaldes y regidores del cabildo. Don García fue uno de los seleccionados para el oficio de regidor, junto a Juan Domínguez Palermo y Francisco Muñoz, entre otros, “…los quales dixeron: si juramos y amen”.
El 7 de marzo de 1605 fue uno de los cabildantes que estuvo en el momento de la decisión acerca del médico cirujano Manuel Álvarez, quien prestaría sus servicios en la ciudad. El médico se había presentado ante el Cabildo diciendo que “quería servir de Médico y Cirujano en esta ciudad a toda ella a los vecinos y moradores y indios y esclavos dellos en todas sus enfermedades que tuviesen de cualquier género que fuesen y sangrarlos y ventosearlos pagándole el estipendio que buenamente fuesen para su sustento…” Fue así como se decidió pagarle al cirujano 400 pesos por año en harinas y demás frutos de la tierra, así como las medicinas y ungüentos que usase.
El mismo día, don García fue elegido diputado del cabildo, junto a su compañero Melchor Casco de Mendoza. Uno de sus primeros trabajos como diputado fue inspeccionar las pulperías: “En la çiudad de la Trenidad a siete días del mes de Março, los dichos deputados fueron a viçitar las pulperías… y mandaron lo siguiente: En la pulpería de Juan Bautista mandaron que las cebollas de siento por seys reales y los ajos siento por ocho reales… En la de Bartolomé Rodríguez lo mismo… En la de Carnero que no venda vino hasta que no se le mande…”
El 2 de mayo de 1605 don García recibió el cargo de Fiel Ejecutor del cabildo, “…para que con vara de la Real Justiçia exersa el dicho ofiçio, para lo qual le dieron poder en forma bastante”.
García Hernández Coronel también formó parte del cabildo el día primero de agosto de 1605, cuando se recibió la petición del maestro de escuela Francisco de Vitoria, quien se había acercado al Cabildo para ofrecer sus servicios en la enseñanza de niños. Se dispuso así el salario que le correspondería a Vitoria, que sería de “un peso por cada mes a los que enseñare a leer, y a los que enseñaré a escribir y contar dos pesos”.
Por el año 1605 Hernandarias se dirigió hacia el sur en la famosa expedición a los Césares. A raíz de ello, se realizó una “lista de vecinos y soldados que se quedan en la ciudad”, en la cual fue registrado don García: “…declaró tener seis caballos y una cuera, escopeta y rodela, una libra de pólvora, media madre de mecha”.
En 1607, don Hernández Coronel aportó tres pesos en la colecta realizada por el cabildo para retener en la ciudad al barbero Jerónimo Miranda, quien había resuelto irse porque no recibía el salario necesario para mantenerse.
El 4 de marzo de 1609 don García recibió algunas tierras en la cañada de Juan Ruiz, de parte del Gobernador Hernandarias de Saavedra. Estas propiedades se extendían desde el camino que va a Córdoba hasta el camino llamado de Andrés de Solano, de una legua por una legua.
El 23 de marzo de 1609 algunos vecinos se presentaron ante el cabildo pidiendo licencias para hacer matanza de ganado cimarrón. Un mes más tarde el cabildo reglamentó estas licencias, y se dispuso que los vecinos interesados podrían efectuar las matanzas entre los meses de enero y junio “…y no las puedan haçer en ningun otro tienpo, so pena de ser perdidos la carne, sevos y cueros…” De este modo, los cabildantes expusieron la lista de vecinos autorizados, entre los cuales se encontraba don García, el cual recibió la matrícula de matar 25 reses. 
En un período durante 1609 fue alcalde ordinario del cabildo.
García Hernández Coronel murió antes de 1615.

## Matrimonio y descendencia
García Hernández Coronel se casó con Catalina García Fonseca y tuvieron al menos un hijo: Juan García Siñero, nacido en Buenos Aires en 1589.
Juan García Siñero se casó el 30 de junio de 1630 con Catalina Fonseca y tuvieron al menos tres hijas: A) Elvira Hernández Fonseca, casada con Francisco Arias de Mansilla. B) Ana Hernández Fonseca, casada con Pedro García de Saravia. C) María Magdalena García Fonseca y Sanabria, casada en 1656 con el capitán Pedro Rodríguez Flores y Díaz. Pedro y María Magdalena procrearon estos hijos:
- Francisca (1657),[5] fallecida joven.
- Gracia (1656),[5] quien también falleció joven.
- Pedro Rodríguez Flores y Sanabria (1660),[5] casado en 1679 con María Gómez y Ramírez,[5] quienes tuvieron la siguiente descendencia:
  - Juan Rodríguez Flores (1682),[5] casado en 1708 con Francisca de Peralta.[5] Este matrimonio tuvo los siguientes hijos: Francisca (1710);[5] Isabel (1717),[5] casada con Joseph Bentura Póveda[5] (Hijo de Sebastián de la Póveda y bisnieto del capitán Pedro de la Póveda y Valdez);[5] Pedro;[5] Abundio;[5] María Sabina;[5] Gabriela Rita;[5] María Josepha;[5] Basilia[5] y Faustino.[5]
  - Ana María (1690),[5] casada en 1725 con Juan Bautista de Merlo.[5]
  - Antonio, Fray mercedario.[5]
  - Gerónima (1692).[5]
  - Pascuala María,[5] casada con Pedro Valenzuela.[5]